# Miha Fontaine
Miha Fontaine (Fleurimont, 3 januari 2004) is een Canadese freestyleskiër. Hij vertegenwoordigde zijn vaderland op de Olympische Winterspelen 2022 in Peking. Hij is de zoon van freestyleskiër Nicolas Fontaine.

## Carrière
Bij zijn wereldbekerdebuut, in februari 2020 in Deer Valley, scoorde Fontaine direct wereldbekerpunten. In januari 2021 behaalde de Canadees in Minsk zijn eerste toptienklassering in een wereldbekerwedstrijd. Op de wereldkampioenschappen freestyleskiën 2021 eindigde hij als 22e op het onderdeel aerials, in de landenwedstrijd eindigde hij samen met Marion Thénault en Lewis Irving op de zesde plaats. Tijdens de Olympische Winterspelen van 2022 in Peking eindigde Fontaine als dertiende op het onderdeel aerials, samen met Marion Thénault en Lewis Irving veroverde hij de bronzen medaille in de landenwedstrijd.

## Resultaten

### Olympische Winterspelen
| Jaar | Plaats | Resultaten                 |
| ---- | ------ | -------------------------- |
| 2022 | Peking | 13e Aerials · Aerials team |

### Wereldkampioenschappen
| Jaar | Plaats | Resultaten                  |
| ---- | ------ | --------------------------- |
| 2021 | Almaty | 22e Aerials 6e Aerials team |

### Wereldbeker
Eindklasseringen
| Seizoen   | Algm | AE  |
| --------- | ---- | --- |
| 2019/2020 | 211e | 35e |
| 2020/2021 | –    | 20e |